# Bengts Tivoli
Bengts Nöjesfält AB, känt som Bengts Tivoli, är ett svenskt ambulerande tivoli.

## Historik
Företaget grundades 1975 och fick sitt namn av grundaren Bengt Andersson.
I en granskning av företaget i SVT:s Uppdrag granskning som sändes den 21 oktober 2003 framkom att det fanns dåliga arbetsförhållanden för polska gästarbetare.
Vid 2010-talet hade turnén utökats till att även innefatta besök i Finland och Estland.
Sommaren 2020 och 2021 stod företagets karuseller stilla på grund av Covid-19-pandemin.
Säkerheten har ibland ifrågasatts av myndigheterna  och i Lycksele kunde tivolit inte öppna eftersom personalen var berusade.